# Kościół św. Wojciecha w Nasielsku
Kościół świętego Wojciecha w Nasielsku – rzymskokatolicki kościół parafialny należący do dekanatu nasielskiego diecezji płockiej.

## Historia

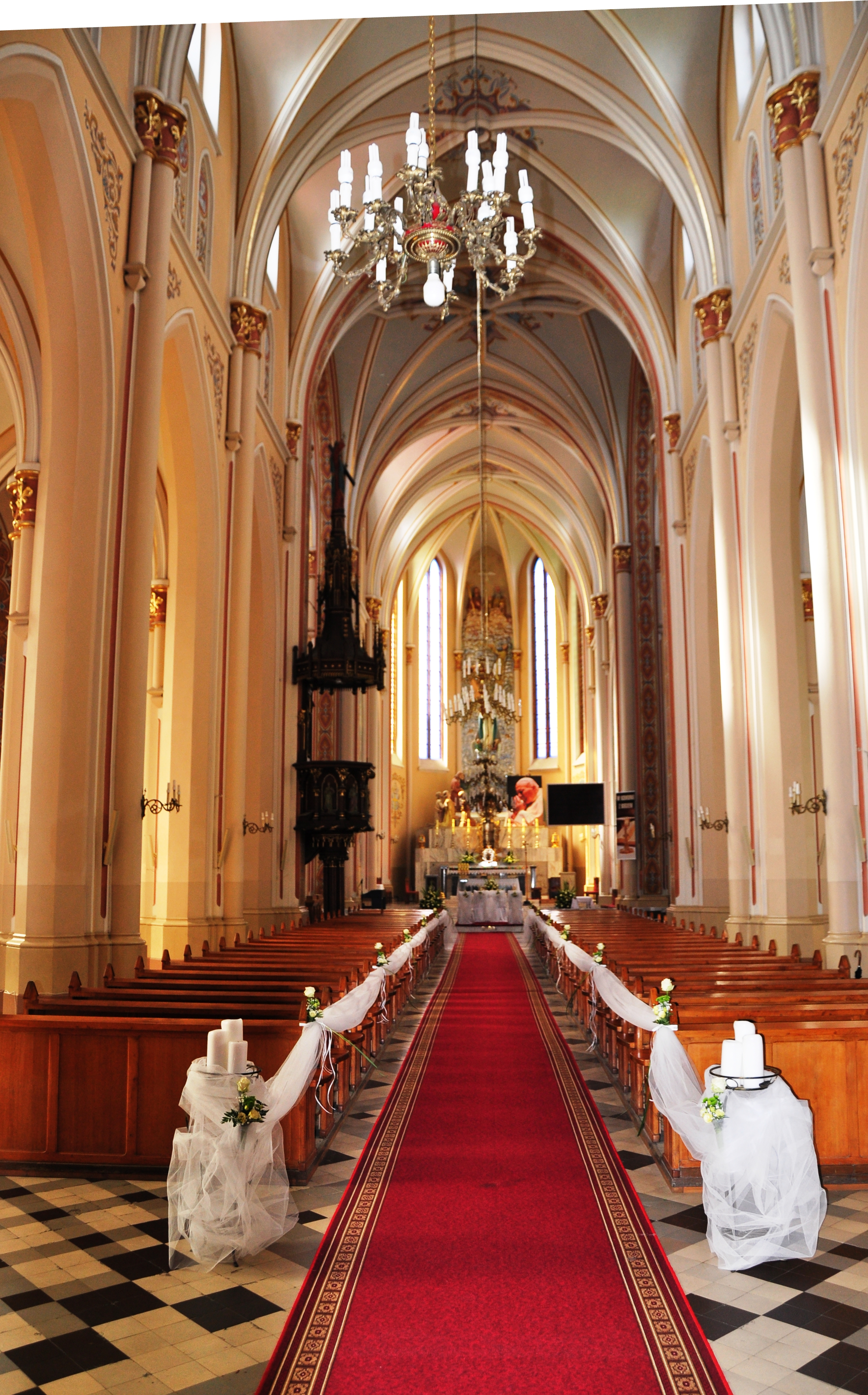
Wnętrze świątyni

Świątynia została wzniesiona w latach 1899–1904 w stylu neogotyckim według projektu architekta Józefa Piusa Dziekońskiego, na miejscu starszej gotyckiej budowli rozebranej w 1898 roku, podczas urzędowania proboszcza księdza Piotra Krasińskiego. W 1906 roku dach kościoła pokryto czerwoną dachówką, natomiast hełm wieży został pokryty blachą miedzianą. W dniu 22 maja 1909 roku budowla została konsekrowana przez biskupa Antoniego Juliana Nowowiejskiego. W 1911 roku świątynia wzbogaciła się o organy o 11 głosach. Podczas I wojny światowej, w latach 1914–1918 kościół został ostrzelany przez artylerię rosyjską. Parafianie zabezpieczyli kościół, chroniąc go od dalszych uszkodzeń. Wspomniane wyżej organy zostały ukryte przez kościelnego i majstra ciesielskiego. W 1925 roku instrument wrócił po remoncie do świątyni. W czasie okupacji, w 1941 roku hitlerowcy zamienili kościół na magazyn mebli żydowskich. Wierni mogli uczestniczyć w nabożeństwach jedynie w zakrystii. W 1945 roku świątynia została uszkodzona przez artylerię radziecką, a następnie niemiecką. Po wyzwoleniu miasta pracami przy usuwaniu zniszczeń, kierowali księża Stanisław Mazurczak i Stanisław Pujdo. Kolejne prace zostały wykonane w 1948 roku, w czasie urzędowania księdza proboszcza Witolda Grotowskiego. Polegały one na remoncie dachu, naprawieniu wieży, usunięciu wyrwy i okaleczeń kościoła, wmurowaniu na zewnątrz od strony zachodniej trzymetrowego krzyża, wymalowaniu prezbiterium i zbudowaniu wielkiego ołtarza. Ołtarz został konsekrowany w 1951 roku przez biskupa Tadeusza Zakrzewskiego. Ten sam biskup poświęcił trzy nowe dzwony. W 1973 roku, podczas urzędowania księdza proboszcza Edwarda Czajkowskiego, na dachu kościoła założono blachę ocynkowaną pomiedziowaną, a na wieży blachę miedzianą. W 2000 roku zostało przebudowane prezbiterium.